# Округ Лоренс (Илиноис)
Округ Лоренс (енгл. Lawrence County) је округ у америчкој савезној држави Илиноис.

## Демографија
По попису из 2010. године број становника је 16.833, што је 1.381 (8,9%) становника више него 2000. године.
| Група             | 2000.          | 2010.          |
| Белци             | 15.053 (97,4%) | 14.491 (86,1%) |
| Афроамериканци    | 118 (0,8%)     | 1.608 (9,6%)   |
| Азијати           | 18 (0,1%)      | 38 (0,2%)      |
| Хиспаноамериканци | 137 (0,9%)     | 553 (3,3%)     |
| Укупно            | 15.452         | 16.833         |